# Caffyns
Caffyns (auch: Caffyn's und Caffyn Bros.) ist ein ehemaliger britischer Karosseriehersteller, der in der ersten Hälfte des 20. Jahrhunderts Aufbauten für Automobile fertigte. Das Unternehmen ist gegenwärtig im Bereich des Automobilhandels tätig.

## Unternehmensgeschichte

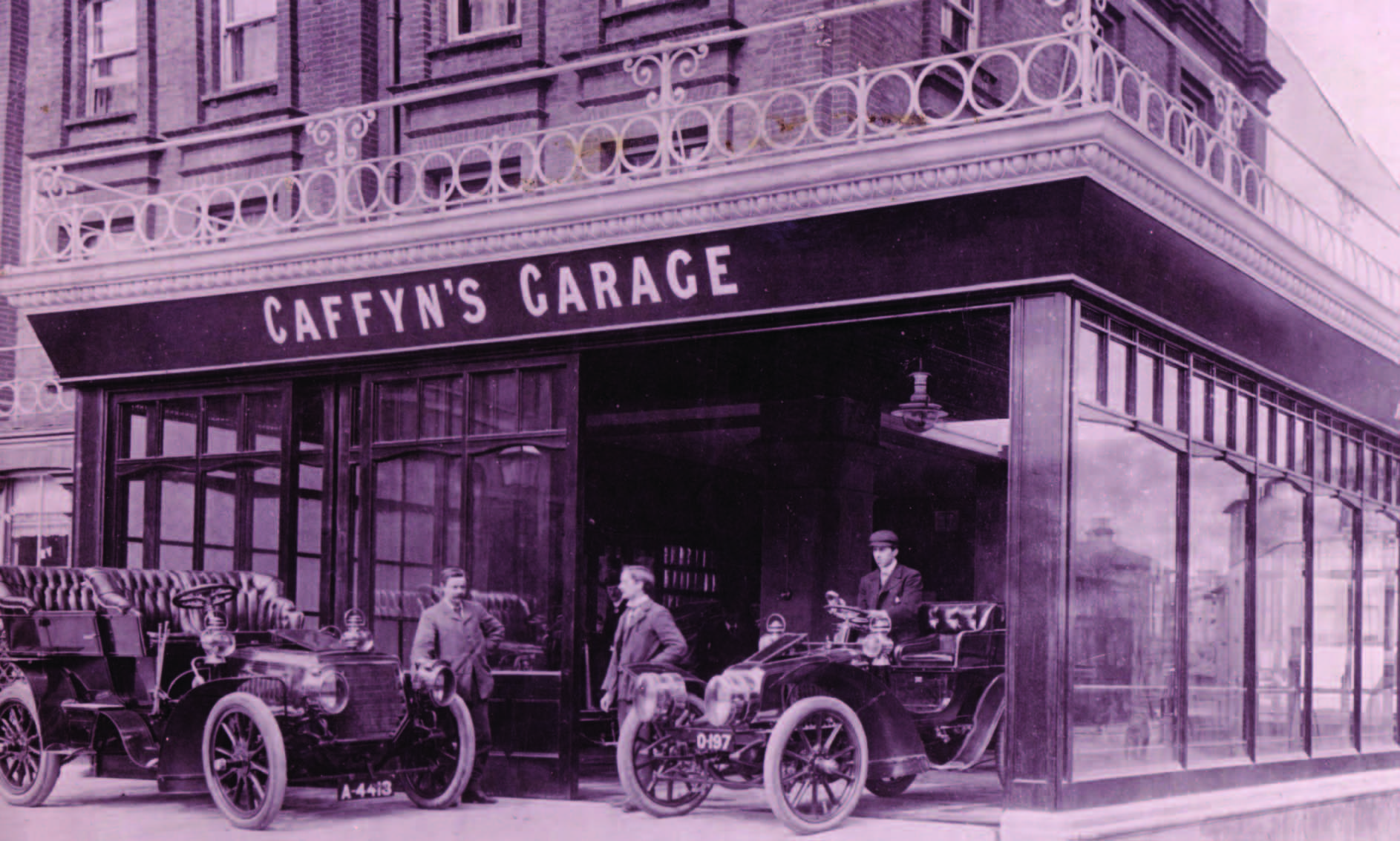
Caffyn’s Garage in Eastbourne (1904)

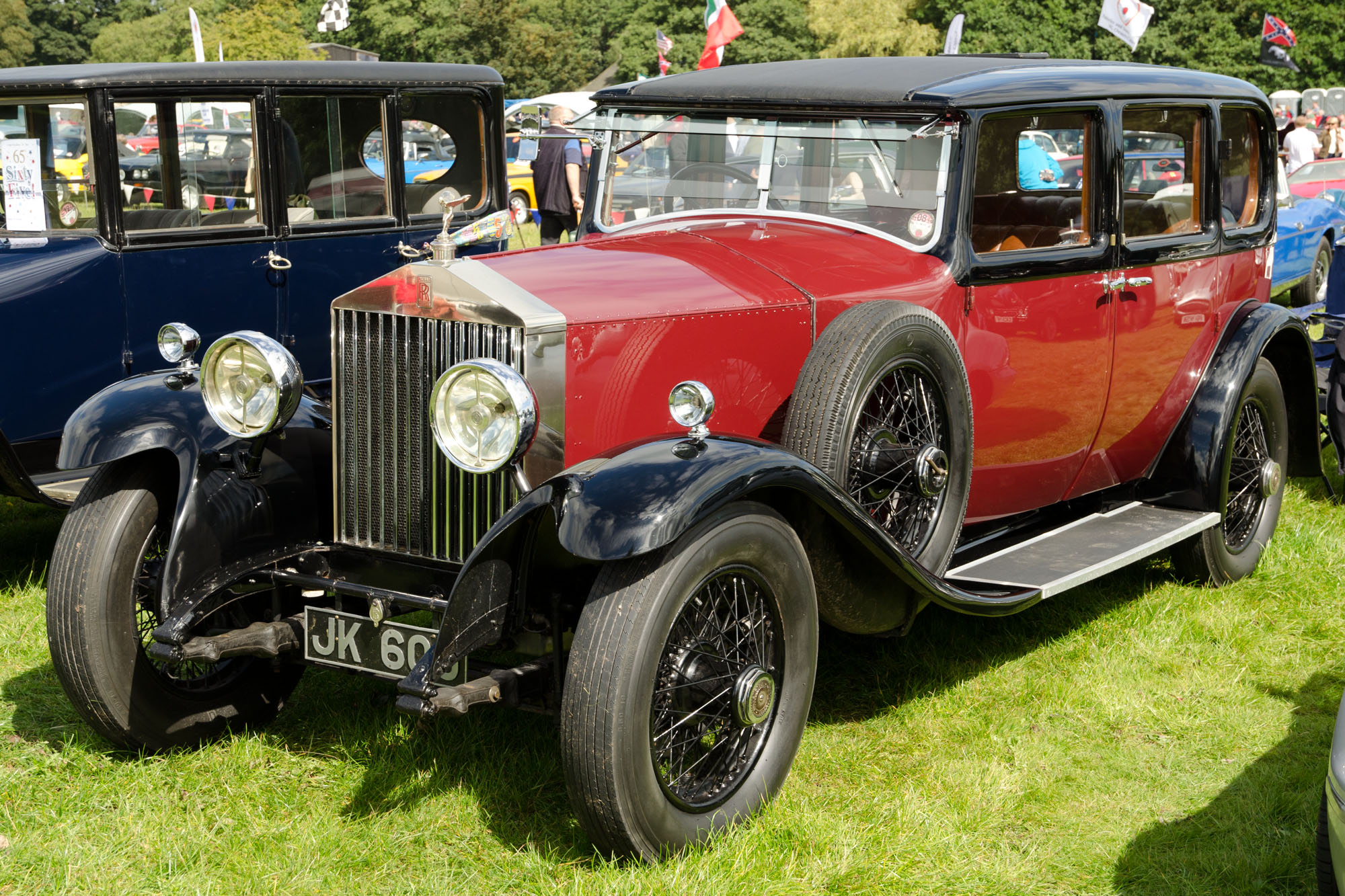
Ein von Caffyns eingekleideter Rolls-Royce 20 (1929)

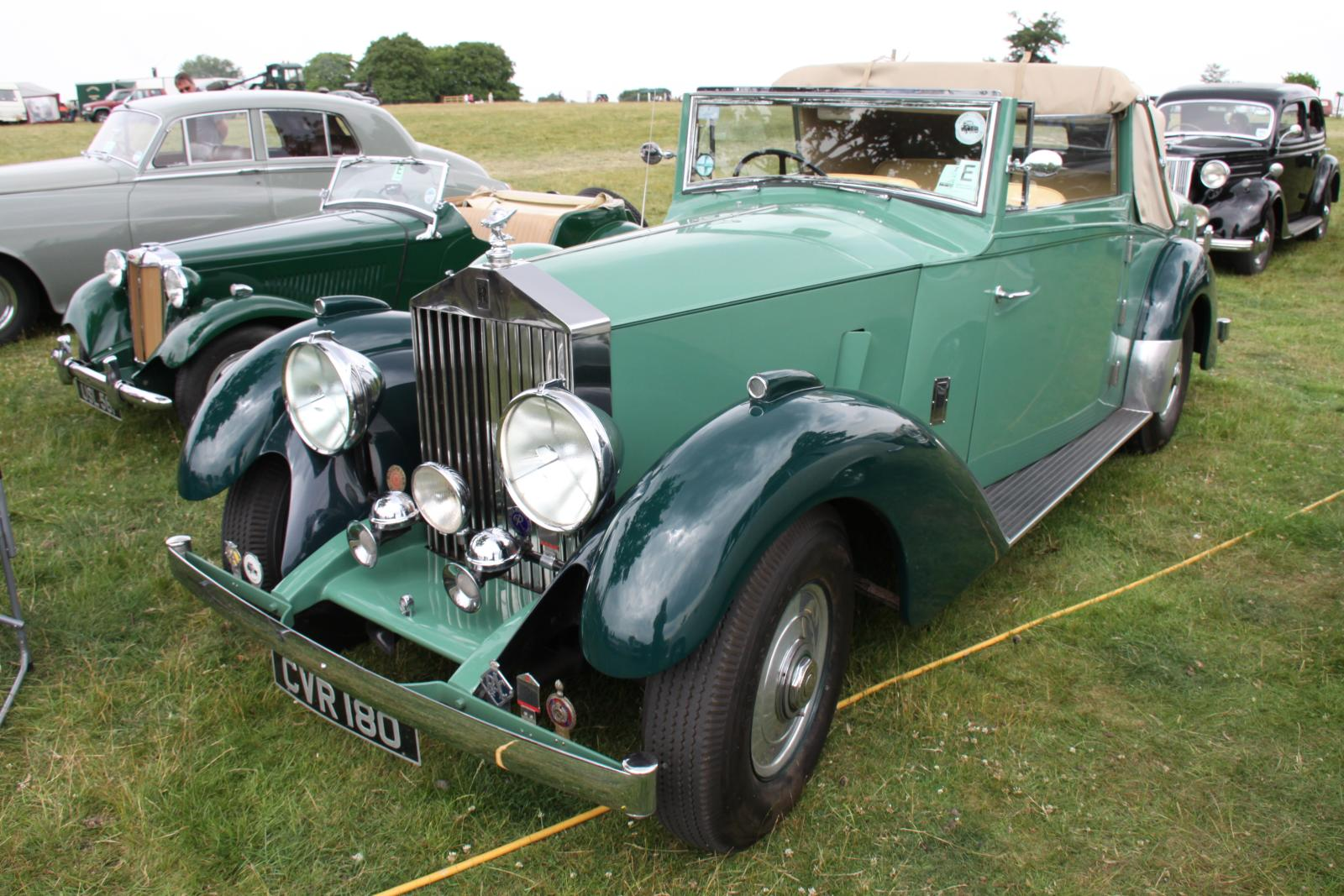
Rolls-Royce 25/30 mit Caffyns-Karosserie

Caffyn wurde 1856 von William Morris Caffyn in der südostenglischen Stadt Eastbourne (East Sussex) gegründet. William Caffyn war gelernter Klempner und Kupferschmied. Sein Unternehmen war zunächst als Gas- und Wasserversorger lizenziert. Wenig später unterhielt Caffyn zudem ein Petroleum-Lager, wurde Öl- und Lampenhändler und war zur Jahrhundertwende auch Elektroinstallateur. 1903 übernahmen die Söhne des Gründers den Betrieb; das Unternehmen firmierte seitdem als Caffyn Bros. Zu dieser Zeit expandierten die Caffyn-Brüder in den Automobilbereich. Aus einer Reparaturwerkstatt für Automobile, die zeitweise die Bezeichnung Caffyn's Garage trug, wurde wenig später ein Automobilhandel, in dessen Ausstellungsraum bereits 1906 mehr als 100 Fahrzeuge standen. Caffyn war Händler für die Marken Argyll, Belsize, Clement-Talbot, Siddeley und Wolseley. Das Unternehmen wartete Automobile, verkaufte Zubehör, das teilweise selbst entwickelt war, und bot Fahrstunden an. 1909 wurde der Betrieb in eine Kapitalgesellschaft umgewandelt; er firmierte nun als Caffyns Garages Ltd.
Nach dem Ende des Ersten Weltkriegs, während dessen Caffyn Rüstungsgüter fertigte, begann das Unternehmen mit der Produktion von Automobilkarosserien. Caffyns Tätigkeit war dabei nicht auf einen oder wenige Chassishersteller begrenzt; vielmehr kleidete das Unternehmen „wie ein typischer Karosseriehersteller aus der Provinz“ den Kundenwünschen folgend jedes beliebige Fahrgestell ein. Hierzu gehörten Lancias, Darracqs, Wolseleys und Sunbeams; vereinzelt fertigte Caffyn auch Aufbauten für Rolls-Royce.
In den 1930er-Jahren wuchs das Unternehmen stetig. 1929 verkaufte Caffyn mehr als 1000 Fahrzeuge. Auch der Karosseriebau wurde ausgeweitet. Um die eigenen Kapazitäten zu steigern, übernahm Caffyn die Konkurrenzunternehmen Rock, Thorpe & Watson sowie Maltby. Unmittelbar vor Ausbruch des Krieges hatte Caffyn 450 Mitarbeiter und erwirtschaftete einen Jahresumsatz von 610.000 £.
Im Zweiten Weltkrieg wurden große Teile der Fertigungsanlagen beschädigt oder zerstört. Nach dem Ende des Krieges wurde die Produktion von Fahrzeugkarosserien nicht wieder aufgenommen; lediglich einzelne Chassis wurden noch auf Kundenwunsch neu karossiert oder überarbeitet. Das Unternehmen konzentrierte sich auf den Verkauf von Personenwagen und Nutzfahrzeugen. In den 1960er- und 1970er-Jahren vertrieb Caffyns die Marken der British Leyland Motor Corporation, war zeitweise aber auch ein Rolls-Royce-Händler. Im 21. Jahrhundert ist Caffyn ein Händler der Volkswagen-Gruppe und vertreibt außerdem Vauxhall, Volvo und Land Rover.